# Vera Gaserow

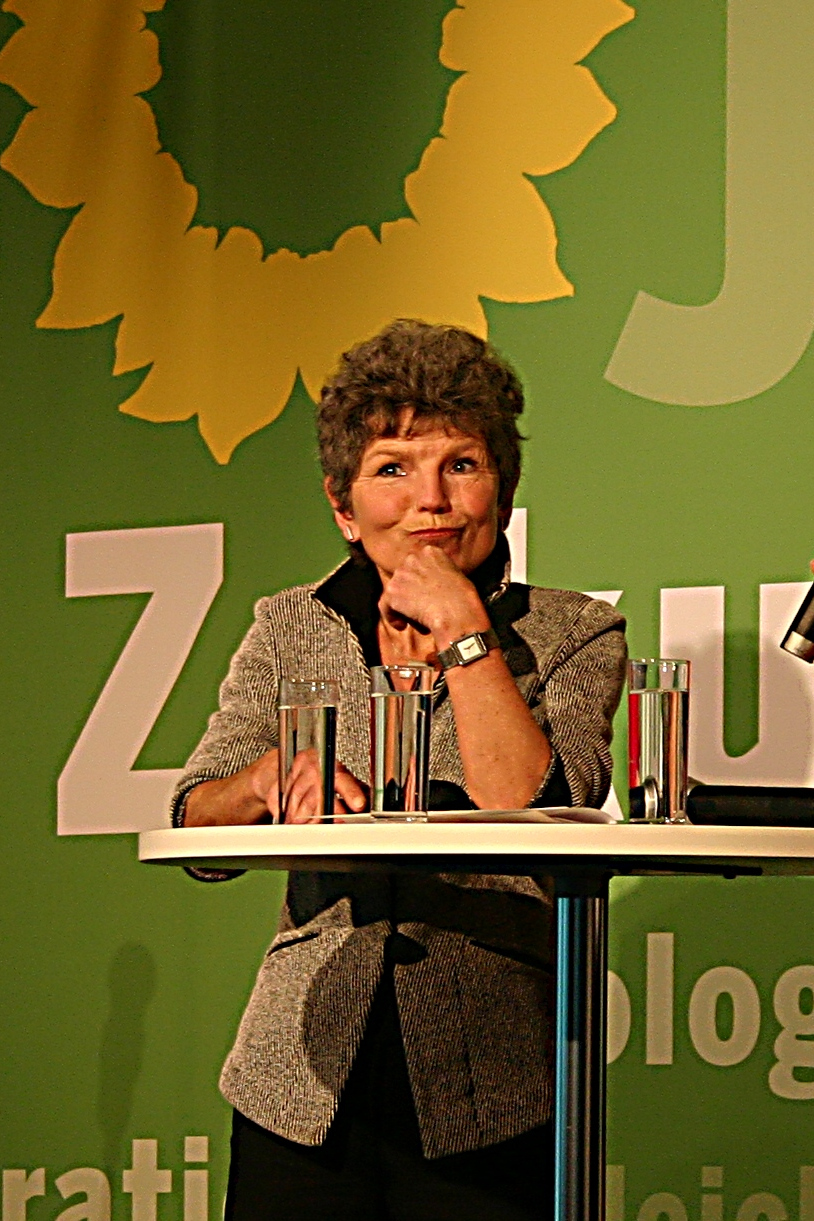
Vera Gaserow (2009)

Vera Gaserow (* 1950) ist eine deutsche Journalistin.

## Werdegang
Vera Gaserow absolvierte ein Magister-Studium der Publizistik und Kommunikationswissenschaft, Geschichte und Germanistik. Außerdem hat sie ein abgeschlossenes Studium als Diplom-Sozialpädagogin.
Sie ist Mitbegründerin der taz und war von 1979 bis 1991 lang deren Autorin. Von 1991 bis 1999 arbeitete sie als freie Journalistin unter anderem als Autorin der Zeit und als freie Mitarbeiterin für Rundfunkanstalten und Tageszeitungen. Seit 1999 ist sie Korrespondentin im Parlamentsbüro der Frankfurter Rundschau. Sie schreibt dort überwiegend über sozial-, wirtschafts- und umweltpolitische Themen.

## Auszeichnungen
- 1997 erhielt sie einen Preis beim Journalistenwettbewerb des Märkischen Presse- und Wirtschaftsclubs für einen Beitrag, in dem sie den Alltag in der Rollbergsiedlung im Berliner Bezirk Neukölln beschrieb.
- Am 28. April 2006 erhielt Gaserow den Umweltpreis für Journalisten für ihre engagiert-kritische Beobachtung der Umweltpolitik in Berlin.